# Ron Harper
Ronald "Ron" Harper (Dayton, Ohio, 20 de janeiro de 1964 ) é um ex-jogador profissional de basquetebol norte-americano. Harper conquistou 3 títulos da NBA com o Chicago Bulls, jogando ao lado de Michael Jordan e Scottie Pippen (1996-1998), e 2 títulos com o Los Angeles Lakers, jogando ao lado de Shaquille O'Neal e Kobe Bryant (2000-2001). Como ator, Harper participou do seriado Kenan e Kel em 1997, interpretando a si mesmo.

## NBA
- 5x Campeão da NBA: 1996, 1997, 1998, 2000, 2001
- NBA All-Rookie First Team: 1984

## Estatísticas da carreira da NBA
| GP  | Jogos jogados                | GS  | Jogos iniciados                       | MPG       | Minutos por jogo           |
| FG% | Porcentagem de gols de campo | 3P% | Porcentagem de arremessos de 3 pontos | FT%       | Porcentagem de lance livre |
| RPG | Rebotes por jogo             | APG | Assistências por jogo                 | AAP       | Roubos por jogo            |
| BPG | Blocos por jogo              | PPG | Pontos por jogo                       | Audacioso | Carreira em alta           |
| †   | Ganhou um campeonato da NBA  |     |                                       |           |                            |

### Temporada regular
| Ano       | Equipe      | GP   | GS  | MPG  | FG%  | 3P%   | FT%   | RPG | APG | AAP | BPG | PPG  |
| --------- | ----------- | ---- | --- | ---- | ---- | ----- | ----- | --- | --- | --- | --- | ---- |
| 1986-87   | Cleveland   | 82   | 82  | 37,4 | .455 | .213  | .684  | 4,8 | 4,8 | 2,5 | 1,0 | 22,9 |
| 1987-88   | Cleveland   | 52   | 52  | 32.1 | .464 | 0,150 | .705  | 3.9 | 4.9 | 2.1 | .9  | 15,4 |
| 1988–89   | Cleveland   | 82   | 82  | 34,8 | .511 | 0,250 | .751  | 5,0 | 5.3 | 2.3 | .9  | 18,6 |
| 1989-90   | Cleveland   | 7    | 7   | 37,4 | .442 | 0,200 | .756  | 6.9 | 7,0 | 2,0 | 1.3 | 22,0 |
| 1989-90   | LA Clippers | 28   | 28  | 39,5 | .481 | .283  | .795  | 5.6 | 4,8 | 2.4 | 1.1 | 23,0 |
| 1990-91   | LA Clippers | 39   | 34  | 35,5 | .391 | .324  | .668  | 4,8 | 5.4 | 1,7 | .9  | 19,6 |
| 1991-92   | LA Clippers | 82   | 82  | 38,3 | .440 | .303  | .736  | 5,5 | 5.1 | 1,9 | .9  | 18.2 |
| 1992-93   | LA Clippers | 80   | 77  | 37.1 | .451 | .280  | .769  | 5.3 | 4,5 | 2.2 | .9  | 18,0 |
| 1993-94   | LA Clippers | 75   | 75  | 38,1 | .426 | .301  | .715  | 6.1 | 4.6 | 1,9 | .7  | 20.1 |
| 1994-95   | Chicago     | 77   | 53  | 19,9 | .426 | .282  | .618  | 2.3 | 2,0 | 1.3 | .4  | 6.9  |
| 1995–96 † | Chicago     | 80   | 80  | 23,6 | .467 | .269  | .705  | 2.7 | 2.6 | 1.3 | .4  | 7.4  |
| 1996–97 † | Chicago     | 76   | 74  | 22,9 | .436 | .362  | .707  | 2,5 | 2,5 | 1.1 | .5  | 6.3  |
| 1997–98 † | Chicago     | 82   | 82  | 27,9 | .441 | .190  | 0,750 | 3,5 | 2.9 | 1.3 | .6  | 9.3  |
| 1998-99   | Chicago     | 35   | 35  | 31,6 | .377 | .318  | .703  | 5.1 | 3.3 | 1,7 | 1,0 | 11.2 |
| 1999–00 † | LA Lakers   | 80   | 78  | 25,5 | .399 | .311  | 0,680 | 4.2 | 3.4 | 1.1 | .5  | 7,0  |
| 2000–01 † | LA Lakers   | 47   | 46  | 24.2 | .469 | .264  | .708  | 3,5 | 2.4 | .5  | .5  | 6,5  |
| Carreira  | Carreira    | 1009 | 967 | 30,9 | .446 | .289  | .720  | 4.3 | 3.9 | 1,7 | .7  | 13,8 |

### Playoff
| Ano      | Equipe      | GP  | GS | MPG  | FG%   | 3P%   | FT%   | RPG | APG | AAP | BPG | PPG  |
| -------- | ----------- | --- | -- | ---- | ----- | ----- | ----- | --- | --- | --- | --- | ---- |
| 1988     | Cleveland   | 4   | 4  | 33,5 | .476  | 0,000 | .688  | 5,0 | 3.8 | 2,8 | 1,0 | 17,8 |
| 1989     | Cleveland   | 5   | 5  | 37,8 | 0,565 | 0,000 | .769  | 4.2 | 4,0 | 2.2 | .8  | 19,6 |
| 1992     | LA Clippers | 5   | 5  | 41,2 | .448  | .111  | .786  | 6.4 | 4.6 | 1,0 | .8  | 18,0 |
| 1993     | LA Clippers | 5   | 5  | 34,8 | .474  | 0,500 | .647  | 4,0 | 3.2 | 3,0 | 2,0 | 18,0 |
| 1995     | Chicago     | 6   | 0  | 6.7  | .429  | 0,000 | 0,000 | 1,0 | .7  | .5  | .2  | 2,0  |
| 1996 †   | Chicago     | 18  | 16 | 27,4 | .425  | .319  | 0,690 | 3.7 | 2,5 | 1,4 | .4  | 8,8  |
| 1997 †   | Chicago     | 19  | 19 | 27.1 | 0,400 | .344  | 0,750 | 4.3 | 3,0 | 1.3 | .7  | 7,5  |
| 1998 †   | Chicago     | 21  | 21 | 26,8 | .459  | .263  | .615  | 3.7 | 2.3 | 1,0 | .9  | 6.7  |
| 2000 †   | LA Lakers   | 23  | 23 | 28,0 | .431  | .231  | .702  | 3.7 | 3.2 | 1,0 | .6  | 8.6  |
| 2001 †   | LA Lakers   | 6   | 0  | 7,0  | 0,500 | 0,250 | .667  | 1.3 | .7  | .7  | .2  | 2.2  |
| Carreira | Carreira    | 112 | 98 | 26,8 | 0,450 | .292  | .698  | 3.7 | 2.7 | 1.3 | .7  | 9,0  |

## Equipes
- Cleveland Cavaliers (1986-1989)
- Los Angeles Clippers (1989-1994)
- Chicago Bulls (1994-1999)
- Los Angeles Lakers (1999-2001)

## Estatísticas
- 1.009 jogos
- 13.910 pontos (13.8 por jogo)
- 4.309 rebotes (4.3 por jogo)
- 3.916 assistências (4.0 por jogo)
- 1.716 roubos de bola (1.7 por jogo)